# Grevillea stenomera
Grevillea stenomera är en tvåhjärtbladig växtart som beskrevs av F. Müll.. Grevillea stenomera ingår i släktet Grevillea och familjen Proteaceae. Inga underarter finns listade i Catalogue of Life.